# Tjerna (distrikt i Bulgarien, Sjumen)
Tjerna (bulgariska: Черна) är ett distrikt i Bulgarien.   Det ligger i kommunen Obsjtina Chitrino och regionen Sjumen, i den nordöstra delen av landet, 300 km öster om huvudstaden Sofia.
Trakten runt Tjerna består till största delen av jordbruksmark. Runt Tjerna är det ganska glesbefolkat, med 24 invånare per kvadratkilometer.